# Amsterdamse school (literatuur)
In de literatuur wordt de Amsterdamse school gezien als een verzameling dichters die een ironische, cynische of opstandige kijk op de dagelijkse werkelijkheid laten blijken in hun gedichten. Dit was dan vaak een reactie op de, in hun ogen, hoogdravende en onwezenlijke poëzie van hun voorgangers. De school was een ontwikkeling richting de nieuwe zakelijkheid.
Enkele dichters die tot de Amsterdamse school gerekend werden waren: 
- Gerard den Brabander
- Ed. Hoornik
- Jac. van Hattum
- Maurits Mok

De bewering ging dat deze dichters beïnvloed werden door Jan Greshoff en E. du Perron. Den Brabander, Hoornik en Van Hattum hebben als tegenbericht samen in 1937 het bundeltje Drie op Eén Perron geschreven, wat wordt gezien als het ontstaan van de groepering.